# Paraphlepsius rileyi
Paraphlepsius rileyi är en insektsart som beskrevs av Baker 1898. Paraphlepsius rileyi ingår i släktet Paraphlepsius och familjen dvärgstritar. Inga underarter finns listade i Catalogue of Life.